# Sledgehammer Games
- マイクロソフト > アクティビジョン・ブリザード > アクティビジョン > Sledgehammer Games
- Xbox > Xbox Game Studios > Sledgehammer Games

Sledgehammer Games, Inc.（スレッジハンマーゲームズ）は、アメリカのビデオゲーム開発企業。
2009年に業界のベテランのグレン・スコフィールドとマイケル・コンドリーによって設立された。過去に2人は「Visceral Games」で『デッドスペース』の開発に携わっていた。スレッジハンマーは独立しているがアクティビジョンの完全子会社であり、カリフォルニア州フォスターシティに拠点を置いている 。
スレッジハンマーは『コール オブ デューティ モダン・ウォーフェア3 (MW3)』をInfinity Wardと共同制作したほか、2014年発売の『コール オブ デューティ アドバンスド・ウォーフェア (AW)』、2017年発売の『コール  オブ デューティ ワールドウォーII (WWⅡ)』、2021年発売の『コール オブ デューティ ヴァンガード』、 2023年発売の『コール オブ デューティ モダン・ウォーフェアIII (2023年のゲーム)』などの制作を担当している。

## 歴史
共同設立者のスコフィールドとコンドリーは2005年にEAから発売された『007 ロシアから愛を込めて』でディレクターをコンドリー、エグゼクティブプロデューサーをスコフィールドがそれぞれ担当した。デッドスペースでも二人は共同で制作に携わった。2人は相補的なスキルと建設業界に従事する父親を持つ中産階級という同様の背景を持っていた
2009年7月にスレッジハンマーゲームズを設立したスコフィールドとコンドリーは、アクティビジョンに業界で最も成功したTPSゲームの1つであるデッドスペースの成功をCoDシリーズのTPS形式のスピンオフ作品で再現しようという提案を行った。 アクティビジョンは、提案を数週間保留していたが、アクティビジョン・ブリザードのCEO、ボビー・ノティックがスレッジハンマーに対し買収提案をした。スコフィールドとコンドリーはアクティビジョンの独立型のスタジオモデルを、同社の創造的な文化、開発手法、スタッフを保護する機会と見なし、業界最大手のパブリッシャーとの提携を保証されるとし受け入れた。
スレッジハンマーゲームズは、2009年に6〜8ヶ月を費やしコールオブデューティ作品を開発しており約15分間のプロトタイプゲームを制作した。このゲームは、コールオブデューティシリーズをアクションアドベンチャーのジャンルに拡張したと伝えられていた。しかし、その後、モダン・ウォーフェアシリーズを手掛けてきたInfinity Wardの共同設立者のジェイソン・ウェストとヴィンス・ザンペラがアクティビジョンによって解雇され、法廷闘争にまで発展したが、ウェスト達はInfinity Wardの半数の従業員を引き連れて新会社を設立したので、Infinity Wardには約半数のスタッフしか残っておらず、またシリーズ新作の『MW3』の開発締め切りまで20ヶ月間（普段は24か月間）だった。アクティビジョンは、スレッジハンマーゲームズがTPSゲームの開発をやめる代わりにInfinity Wardと協力するように要請した。
オファーは双方の賭けであった。 アクティビジョンは、自社でゲームを出すことがなかったスタジオを頼みにした一方、スレッジハンマーゲームズは、彼らが最もよく知っていたジャンルのゲーム開発を放棄して、著明なシリーズ作品の過酷なスケジュールを引き受けた。 Infinity Wardは成功した場合称賛を受ける可能性が高く、スレッジハンマーゲームズはいかなる失敗に対しても非難の的となる傾向があった。スタジオは最初にスタッフへの調査を行い、全会一致の承認を得た。「それはスコフィールドとコンドリーの新しいスタジオにとって大きなリスクであり、業界外のほとんどがこのリスクについて考慮してこなかった」とライアン・フレミングがDigital Trendsに書いている。
Infinity WardとのMW作品の共同開発は、両社のロゴがパッケージに表示された。両社の歴史や開発方法が異なるにもかかわらず、GamesTMはこのような著明なゲームに向けてのアレンジメントを珍しい共生関係と呼んでいた。 2つのチームは2010年春に初めて会い、アイデアを比較したがどちらのチームも舞台をヨーロッパにすることを望むなどいくつかの重複があった

2014年2月にスレッジハンマーゲームズが2014年の後期に発売予定のコールオブデューティシリーズの新作を開発していると発表された。5月1日にGameInformerは、パワードスーツを着用している兵士の高解像度の画像を詰った。5月4日にゲームの詳細、カバー、タイトル名およびトレイラー映像が公開されると発表された。 しかしながらトレイラー映像がリークされ、2014年11月4日に『コール オブ デューティ アドバンスド・ウォーフェア(AW)』が発売されることが確認された
2017年4月21日に、スレッジハンマーゲームズとアクティビジョンは第二次世界大戦を舞台にしたコール オブ デューティシリーズ『コール  オブ デューティ ワールドウォーII(WWⅡ)』が2017年11月3日に発売されると発表した 。当初スレッジハンマーはAWの続編を製作予定だったが、AWの発売直後から未来戦ではなく歴史戦・現代戦への回帰を望む声が上がっていたことからWWⅡが製作されることになった。
2018年、共同設立者のコンドリーとスコフィールドが親会社のアクティヴィジョンに移籍。その後、それぞれがアクティヴィジョンを退社している。
2023年10月13日、親会社のアクティビジョン・ブリザードがマイクロソフトに買収されたため同社およびXbox Game Studiosの1つとなる。

## 事業と文化
スレッジハンマーゲームズは、オープンプランの空間、ハイエンドの開発設備、劇場を備えた特別仕様のスタジオで運営されている 。スコフィールドは企業の制作努力をコンドリーはビジネス事業を監督している 。主要な開発チームには、制作監督のブレット・ロビンズ、音響監督のドン・ベカ、アニメーション監督のクリス・ストーン、上級開発監督のアーロン・ハロンが含まれる。
2013年2月現在、スレッジハンマーは約200人の従業員を雇用しており、離職率は異例の1%以下である。新入社員には、スレッジハンマーゲームズの価値観が刻印されたチャレンジコインが与えられる。 この伝統は、第一次世界大戦時に連帯を証明するために部隊の記章が刻まれたコインが兵士に与えられた慣習にまでさかのぼる。

## 評価
フォーブスの記者のブルース・ロジャースはスレッジハンマーの最初の作品『MW3』がジェームズ・キャメロン監督の映画『アバター』の記録を抜き史上最速で売れたゲームとなったと書いた（Rockstar Gamesの『グランド・セフト・オートV』が24時間以内に8億ドル売れたことで2位に後退した）。ロジャースは「コール オブ デューティシリーズは間違いなくハリーポッターやジェームズ・ボンドより大規模なエンタテインメント作品だ」と述べた 。MW3は前年のTreyarchの『コール オブ デューティ ブラックオプス』の記録を超え、24時間以内にアメリカとイギリスだけで650万本販売し(世界全体では930万本)、4億ドルの総利益を上げた 。『MW3』は発売5日間で総利益が7億7500万ドルになり 、16日以内に10億ドルに到達した。Metacriticの平均スコアは88点だった。『MW3』は英国での発売初週にゲームチャートでトップになった 。2011年11月21日まで87%まで販売が落ちているにもかかわらずイギリスではセールスランキング1位であった。イギリスでは『MW3』は4週目でもトップの座にあった日本においてもPS版『MW3』の初週がセールスランキングトップになった。PS3版が18万372本売れた一方、Xbox 360版は約3万本だった。
『MW3』は2011年のスパイクビデオゲームアワードでベストシューター賞を獲得した 。翌年、韓国ゲームカンファレンスで最優秀ゲームデザイン賞を獲得し、2012年の東京ゲームショウの日本ゲーム大賞でグローバル賞（海外作品部門）を獲得した。
Raven SoftwareとInfinity Wardと共にスレッジハンマーは2012年1月24日からXbox 360のエリートの有料会員向けに提供が始まったMW3のDLCの開発にかかわった。MW3の24種類のDLCが9ヶ月間に渡って発売された。
スレッジハンマーの2作目は『コール オブ デューティ アドバンスド・ウォーフェア』で批評家からは高評価を得た。「Official Xbox Magazine」はアドバンスド・ウォーフェアのレビューの中でスレッジハンマーを「コール オブ デューティの新たな王」と表現した。

## 作品
| 作品                                                            | エンジン       | 発売日           | プラットフォーム                                             | 注記                                                                                            |
| --------------------------------------------------------------- | -------------- | ---------------- | ------------------------------------------------------------ | ----------------------------------------------------------------------------------------------- |
| コール オブ デューティ モダン・ウォーフェア3                    | MW3エンジン    | 2011年11月8日    | Windows, PlayStation 3, Xbox 360                             | Infinity Wardとの共同開発                                                                       |
| コール オブ デューティ アドバンスド・ウォーフェア               | 自社製エンジン | 2014年11月3〜4日 | Windows, PlayStation 4, Xbox One, PlayStation 3, Xbox 360    | リード開発者としての最初のゲーム                                                                |
| コール オブ デューティ ワールドウォーII                         | 自社製エンジン | 2017年11月3日    | Windows, PlayStation 4, Xbox One                             | 2008年の『ワールド・アットウォー』以来の第二次世界大戦が舞台のコールオブデューティ              |
| コール オブ デューティ ヴァンガード                             |                | 2021年11月5日    | Windows,PlayStation 5,PlayStation 4,Xbox One,Xbox Series X/S | 2017年の『ワールドウォーII』以来の第二次世界大戦が舞台のコールオブデューティ                    |
| コール オブ デューティ モダン・ウォーフェアIII (2023年のゲーム) |                | 2023年11月10日   | Windows,PlayStation 5,PlayStation 4,Xbox One,Xbox Series X/S | 2022年発売の『モダン・ウォーフェアII (2022年のゲーム)』の直接の続編を描いたコールオブデューティ |

## 支援
| 作品                                                           | エンジン | 発売日         | プラットフォーム                                             | 注記                                    |
| -------------------------------------------------------------- | -------- | -------------- | ------------------------------------------------------------ | --------------------------------------- |
| コール オブ デューティ モダン・ウォーフェア (2019年のゲーム)   |          | 2019年10月25日 | Windows, PlayStation 4, Xbox One                             | Infinity Wardを支援。                   |
| コール オブ デューティ ブラックオプス コールドウォー           |          | 2020年11月13日 | Windows,PlayStation 5,PlayStation 4,Xbox One,Xbox Series X/S | Treyarch及びRaven Softwareを支援。      |
| コール オブ デューティ モダン・ウォーフェアII (2022年のゲーム) |          | 2022年10月28日 | Windows,PlayStation 5,PlayStation 4,Xbox One,Xbox Series X/S | Infinity Wardを支援。                   |
| コール オブ デューティ ウォーゾーン (2022年のゲーム)           |          | 2022年11月17日 | Windows,PlayStation 5,PlayStation 4,Xbox One,Xbox Series X/S | Infinity Ward及びRaven Softwareを支援。 |
| コール オブ デューティ ブラックオプス 6                        |          | 2024年10月25日 | Windows,PlayStation 5,PlayStation 4,Xbox One,Xbox Series X/S | Treyarch及びRaven Softwareを支援。      |